# Abductie (filosofie)

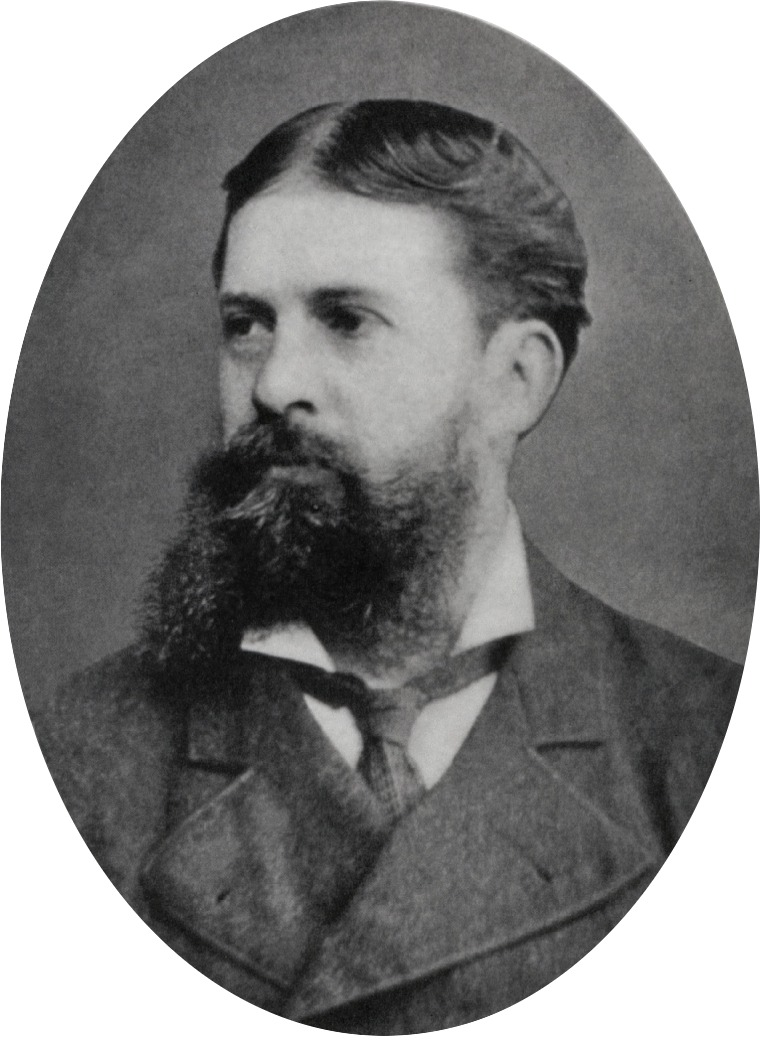
C.S. Peirce.

Abductie is een manier van redeneren waarbij een mogelijke verklaring voor een (onverwacht) verschijnsel als de juiste wordt gekozen. De verklaring is dan wel een voldoende voorwaarde, maar niet een noodzakelijke. Er zijn andere verklaringen mogelijk. De term werd bedacht en voor het eerst gebruikt door de Amerikaanse logicus en filosoof C.S. Peirce.
Abductie is zwakker dan deductie (de gekozen verklaring is daar de enig mogelijke) en zelfs zwakker dan inductie. 
In wetenschappen waar empirisch bewijs schaars is en bovendien niet kan worden aangevuld met experimenten, zoals in de archeologie en paleontologie, is abductie soms de enige methode om tot conclusies te komen.
Door verschillende abducties af te wegen op waarschijnlijkheid ontstaat inference to the best explanation: de meest waarschijnlijke verklaring wordt als de juiste gekozen. Dit levert doorgaans een beter resultaat dan lukraak kiezen, maar minder betrouwbaar dan inductie of deductie.
Probeert men abductie als bewijs aan te voeren, dan is er sprake van een drogreden in deductieve zin (bijvoorbeeld Post hoc ergo propter hoc).

## Voorbeeld
1. Het gras is nat.
2. Als het regent, wordt het gras nat.
3. Het heeft geregend.

Deze abductie ("het heeft geregend") is weliswaar een mogelijke verklaring, maar er zijn ook andere verklaringen mogelijk. Zo kan er bijvoorbeeld iemand met een gieter aan het werk zijn geweest. Of het een of het ander waarschijnlijker is, hangt af van andere (mogelijk onbekende) gegevens, bijvoorbeeld de ligging van de grasmat (in een woestijn of in een tropisch regenwoud). 